# Charles Pittman
Charles Pittman est un ancien joueur professionnel américain de basket-ball. Né le 23 mars 1958 à Rocky Mount, aux États-Unis. Il mesure 2,04 m.

## Collège
- ???? - ???? :  Northern Nash in Rocky Mount (North Carolina)

## Université
- ???? - 1982 :  University of Maryland (NCAA 1)

## Clubs
- 1982 - 1986 :  Phoenix Suns (NBA)
- 1986 - 1989 :  Varese (Lega A)
- 1989 - 1991 :  Brescia (Lega A)
- 1991 - 1992 :  Saint-Sébastien (Liga ACB)
- 1992 - 1994 :  Alost (Division 1)
- 1994 - 1997 :  Chalon-sur-Saône (Pro B puis Pro A)

## Distinction personnelle
- Choisit en  61e places (3e tour : 15e places) par les Suns de Phoenix lors de la Draft 1982 de la NBA.

## Sources
- Maxi-Basket
- Le journal de Saône-et-Loire
- Fiche sur le site de la LegA
- (en) Fiche sur le site basketball-reference